# Fuhrmannhaus
El Fuhrmannhaus (español:La Casa de Fuhrmann) es el edificio más antiguo en el oeste de Viena, Austria. Forma parte de Penzing.

## Historia

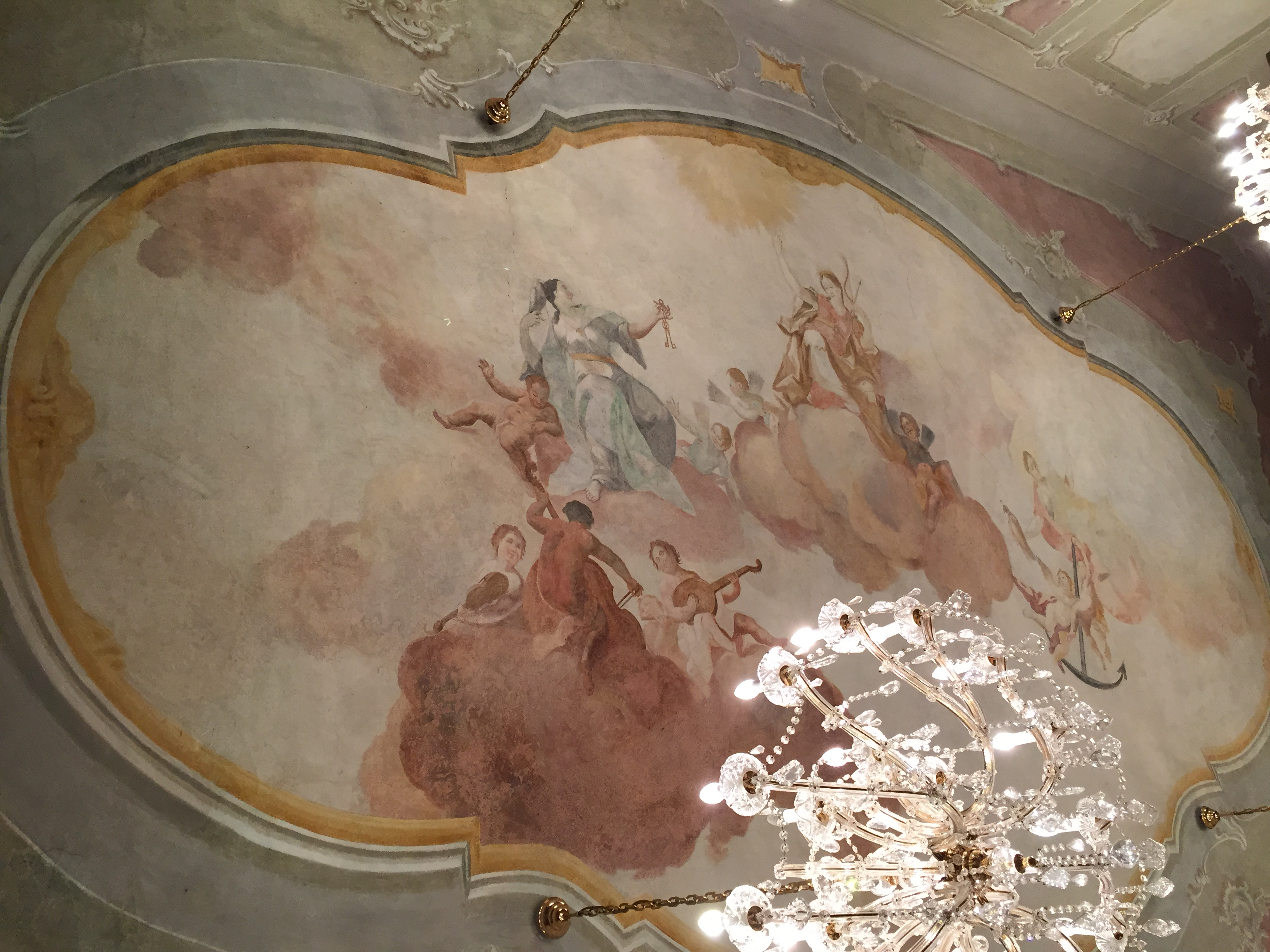
Fresco de techo en Fuhrmannhaus

La historia de la casa se puede remontar al siglo XVII mediante una barandilla de la escalera del año 1687. Esta barandilla es parte de la reconstrucción después del segundo asedio otomano vienés en 1683. En el sitio de la casa , sin embargo, también hay evidencia de un  torre de vigilancia romano y de un asentamiento medieval, donde la actual Linzer Straße (Calle Linzer) se aplica como un importante camino de transporte a Linz desde el siglo XII. Además, una pequeña ventana enrejada de antes de 1500 todavía se conserva en el patio del edificio. El Fuhrmannhaus tiene una pequeña sala con frescos de valor histórico artístico de los finales del siglo XVII. Esta sala se utiliza actualmente para eventos culturales como conciertos clásicos y lecturas. Además, el edificio alberga una taberna tradicional vienesa. En el patio se llevan exposiciones de arte y diferentes mercados, como mercados de agricultores y Navidad.
En el transcurso de sus más de trescientos años de historia, el Fuhrmannhaus cambió de manos varias veces. Alrededor de 1680 fue adquirido por los Padres Barnabitas que utilizaron el edificio como corral y cuartos de verano para los miembros del monasterio. En 1840, Franz Xaver Fuhrmann compró la casa y operó una empresa de carros durante varias décadas. Desde entonces permaneció en posesión de los herederos de la familia Fuhrmann y, por lo tanto, recibió su nombre actual.

## Gallería

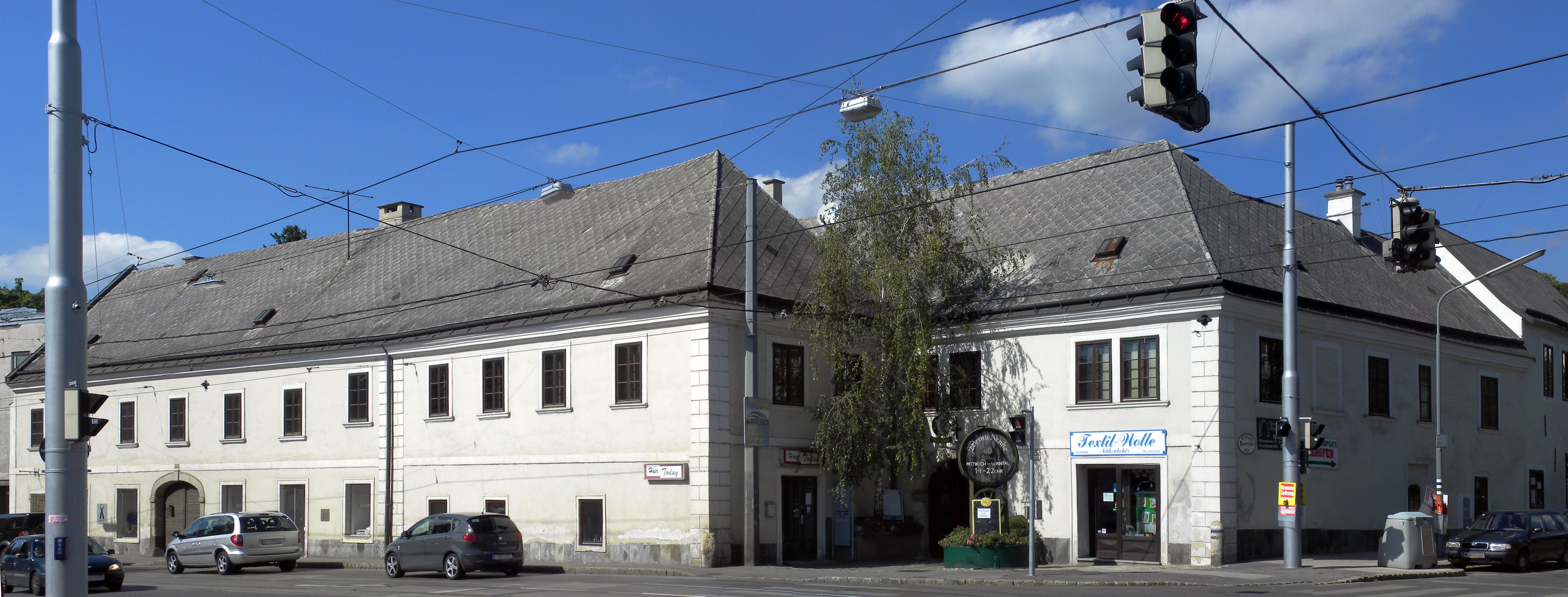
Fuhrmannhaus, frente
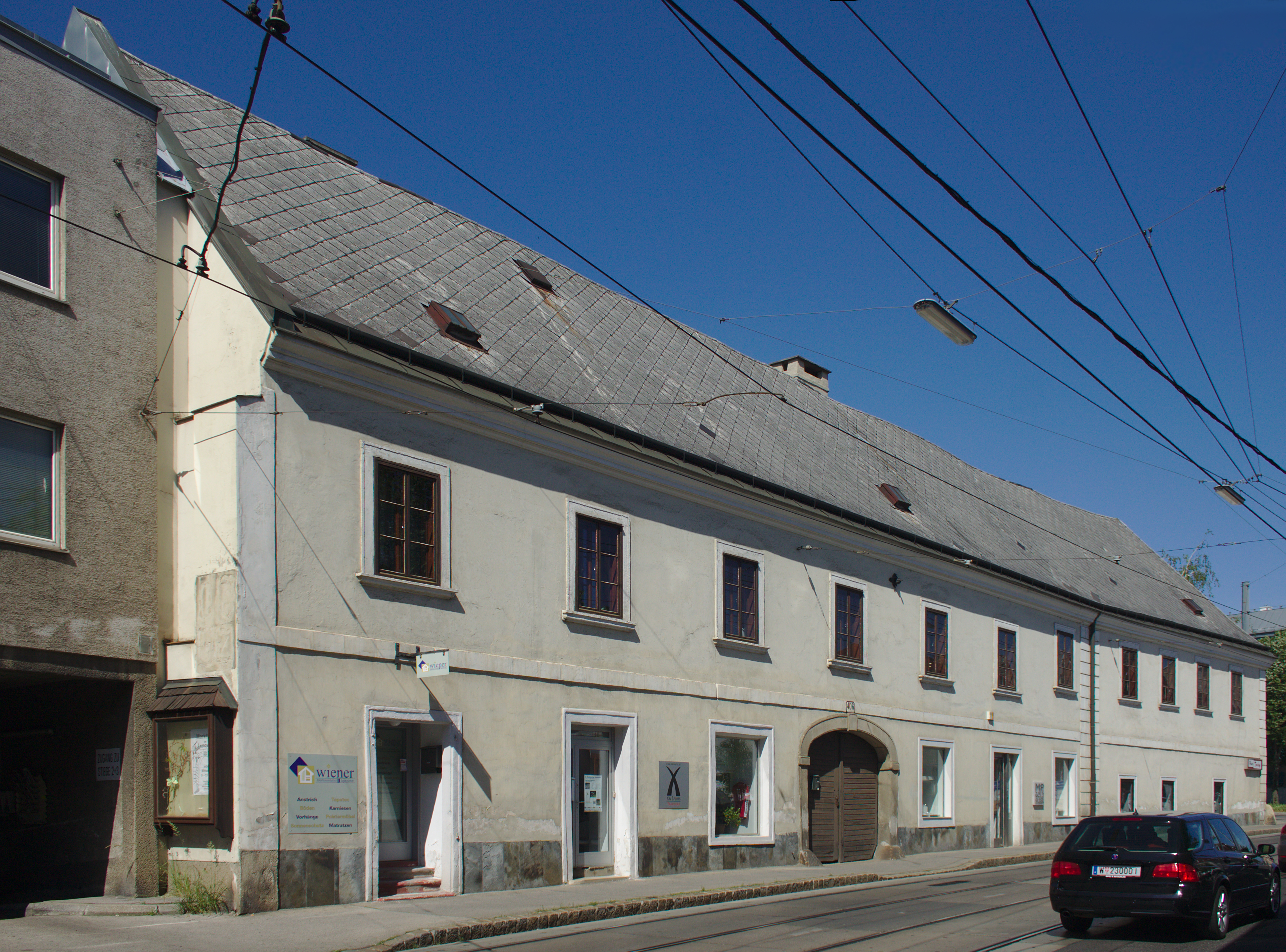
Fuhrmannhaus, atrás
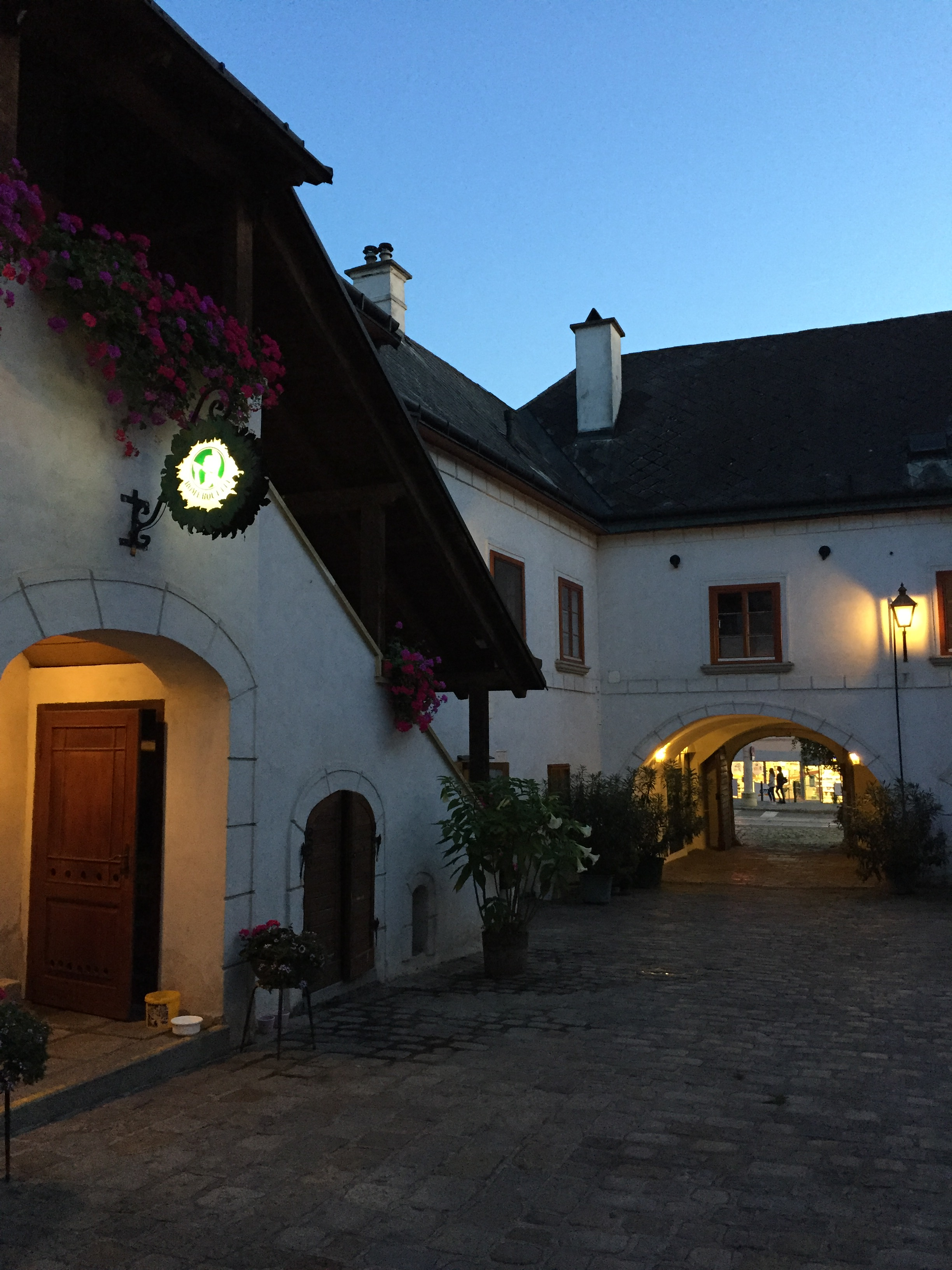
patio interior, tarde
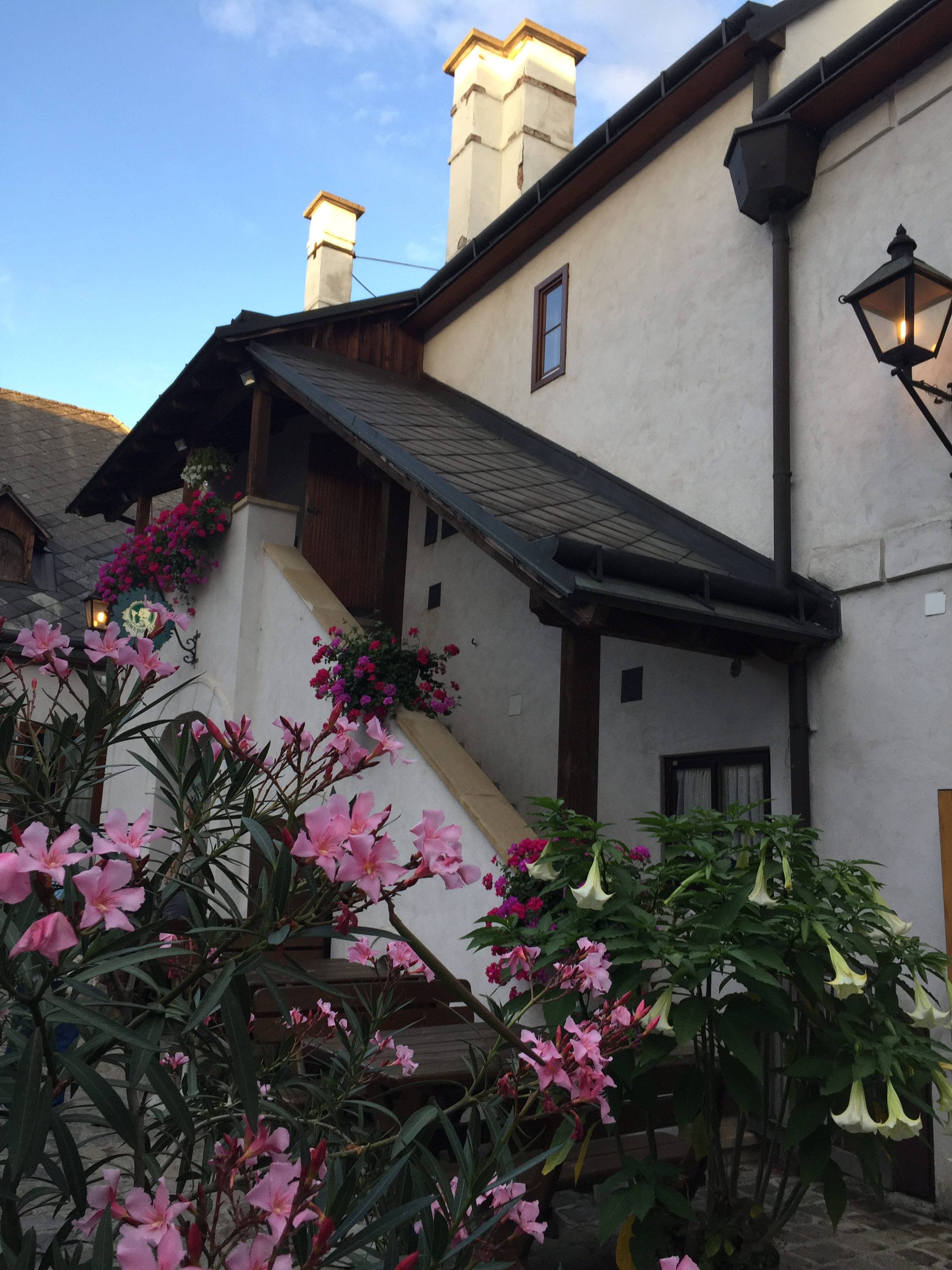
barandilla de la escalera en el patio interior
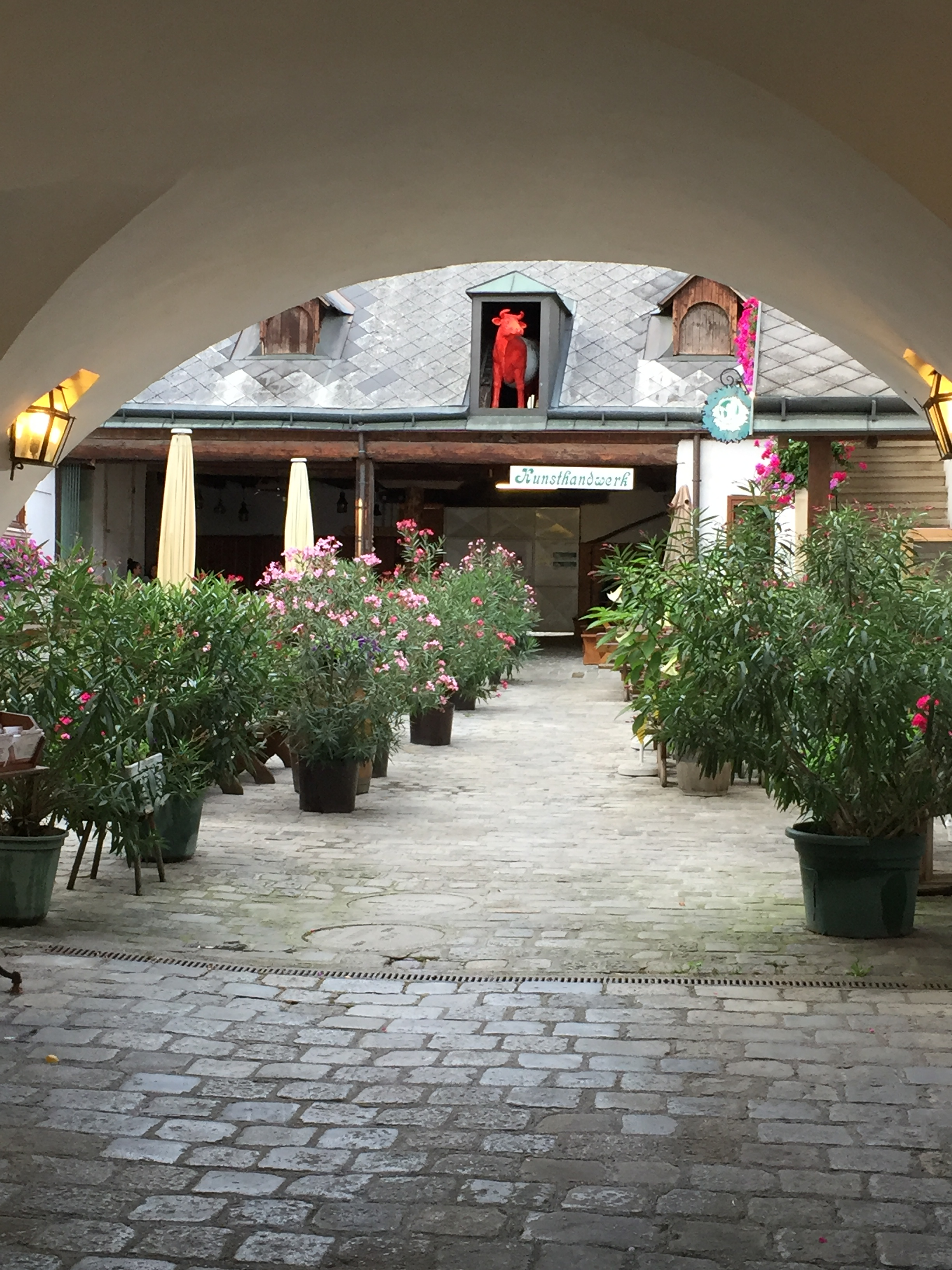
patio interior
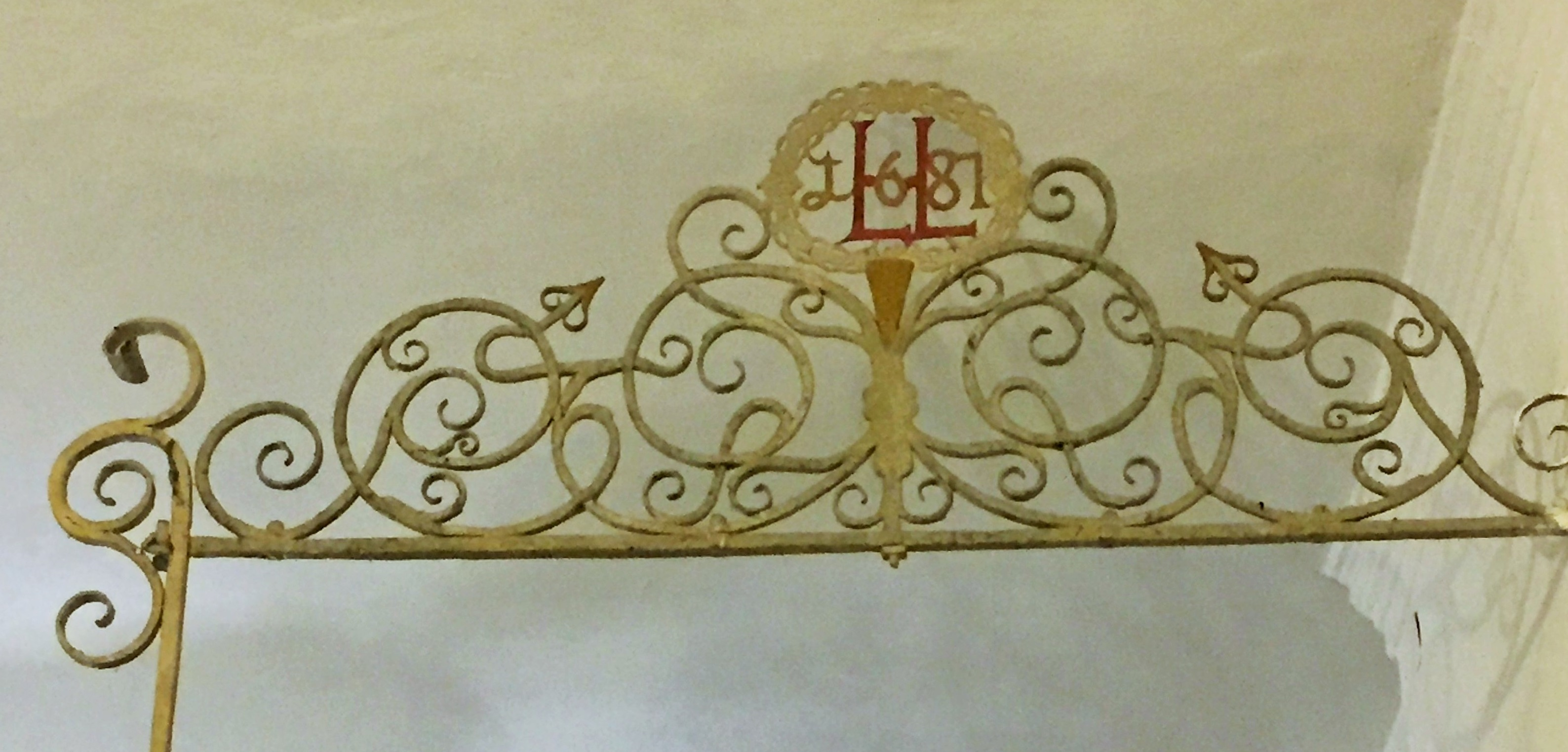
barandilla de la escalera (1687), dentro de la casa
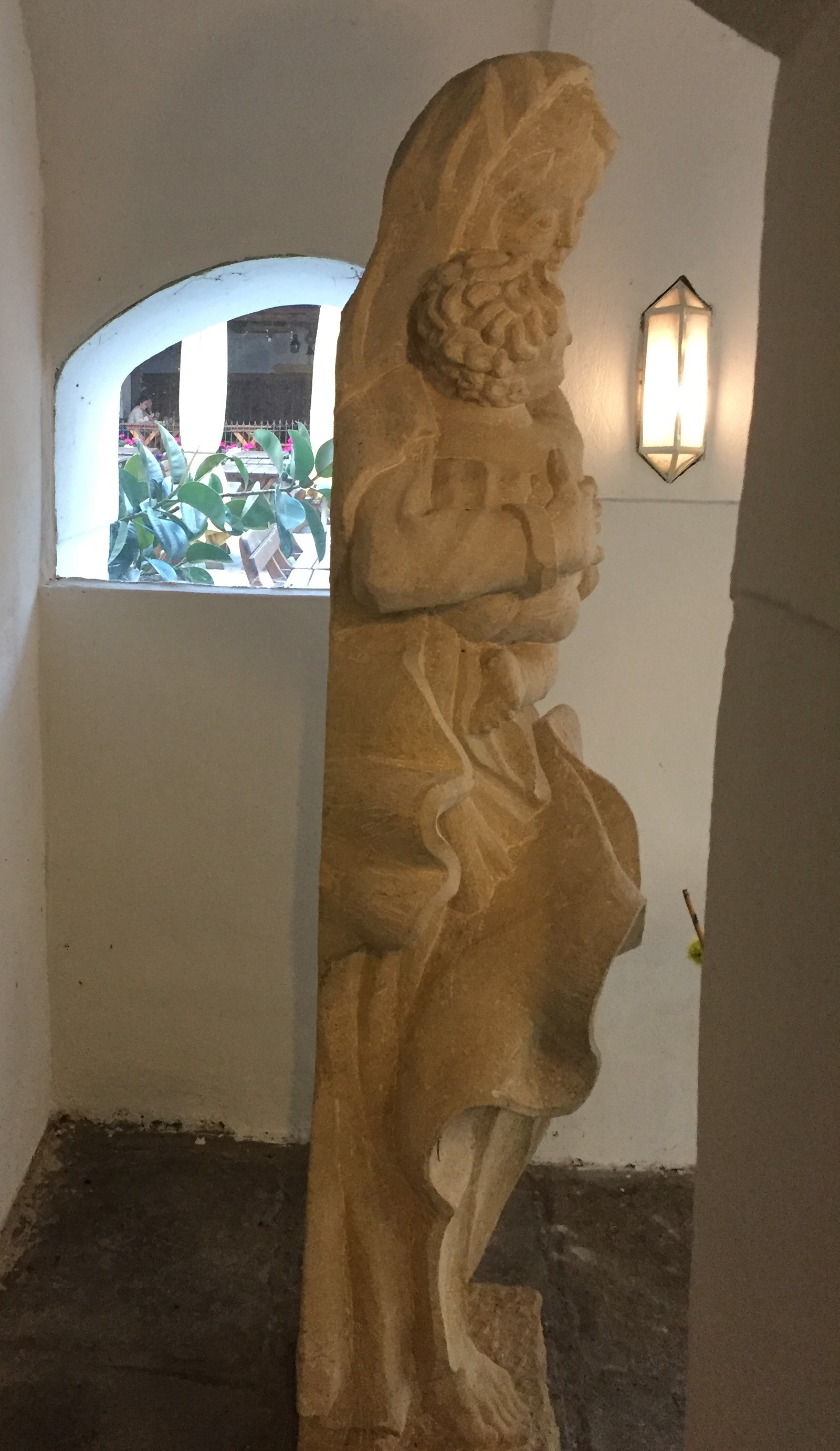
María con niño (estatua, año desconocido)
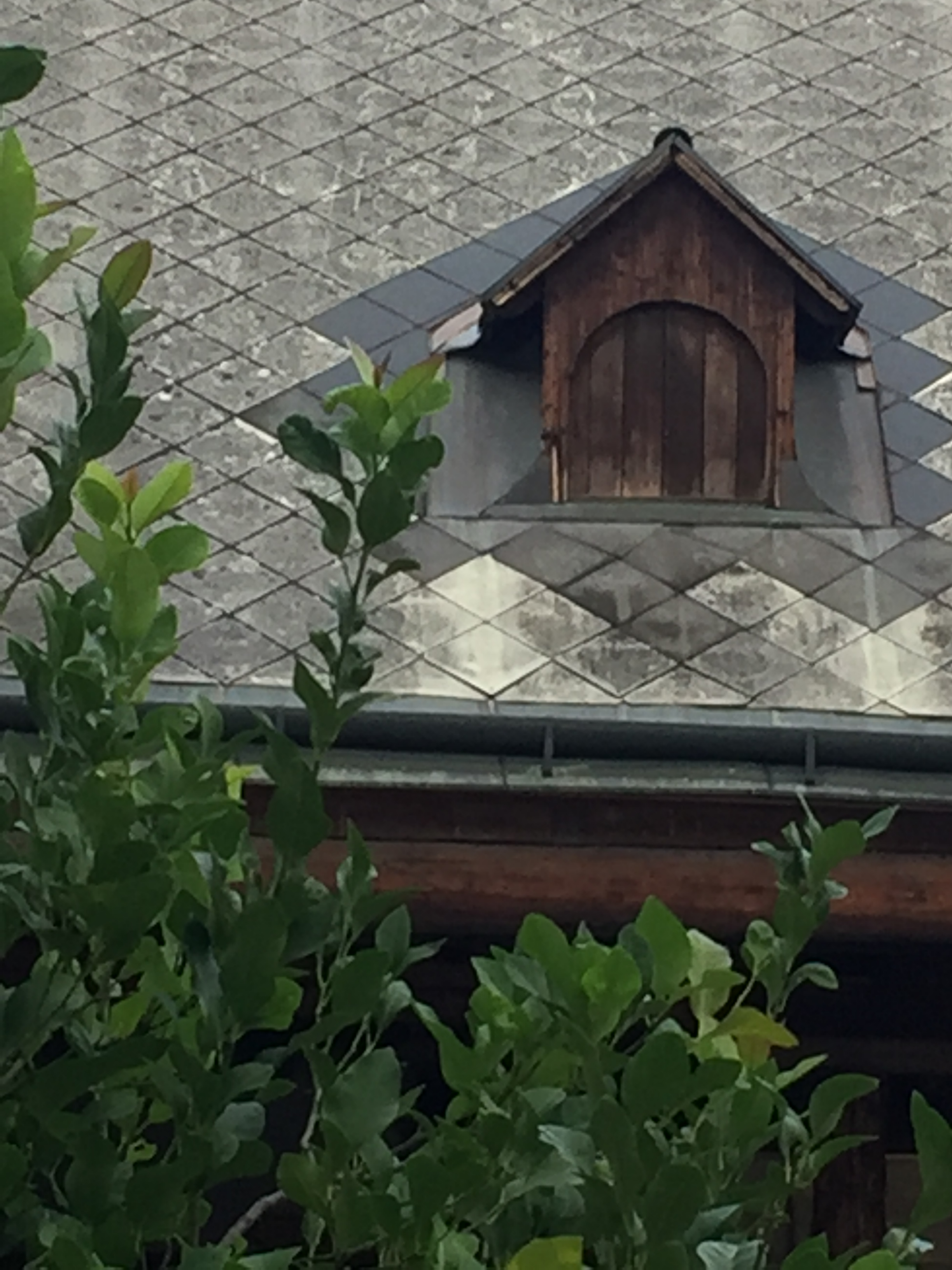
luz de techo
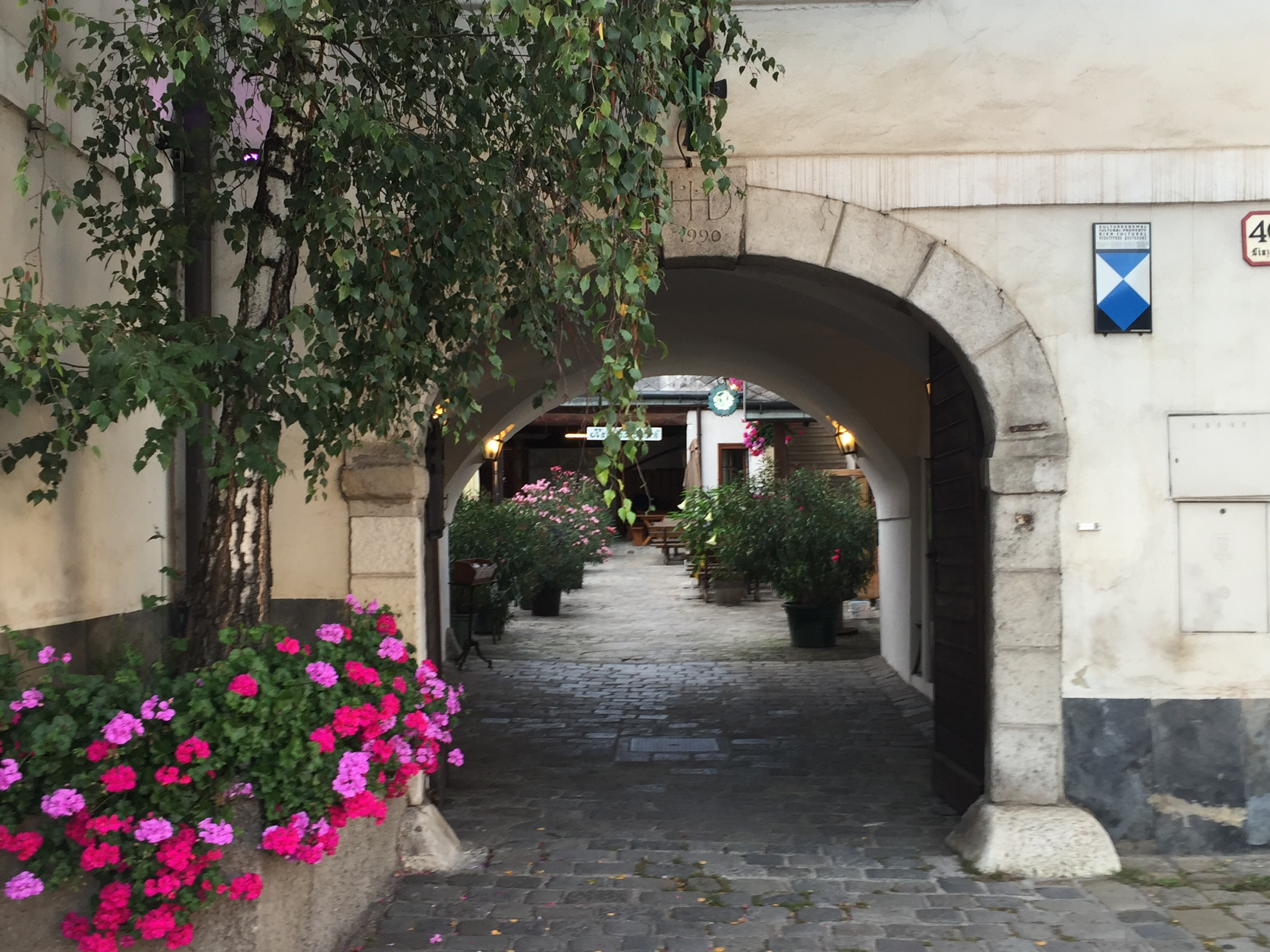
puerta principal desde afuera
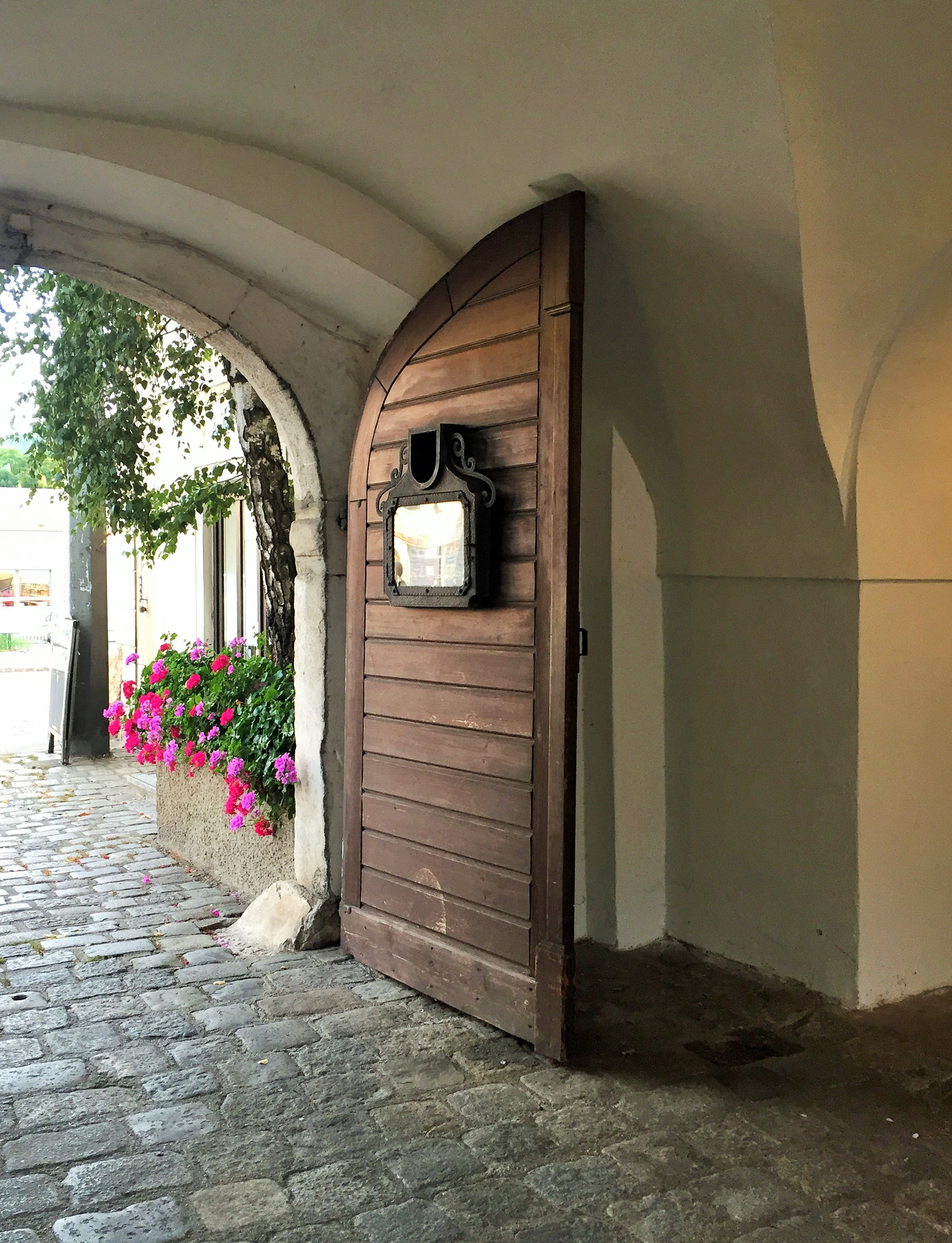
puerta principal dentro de la casa
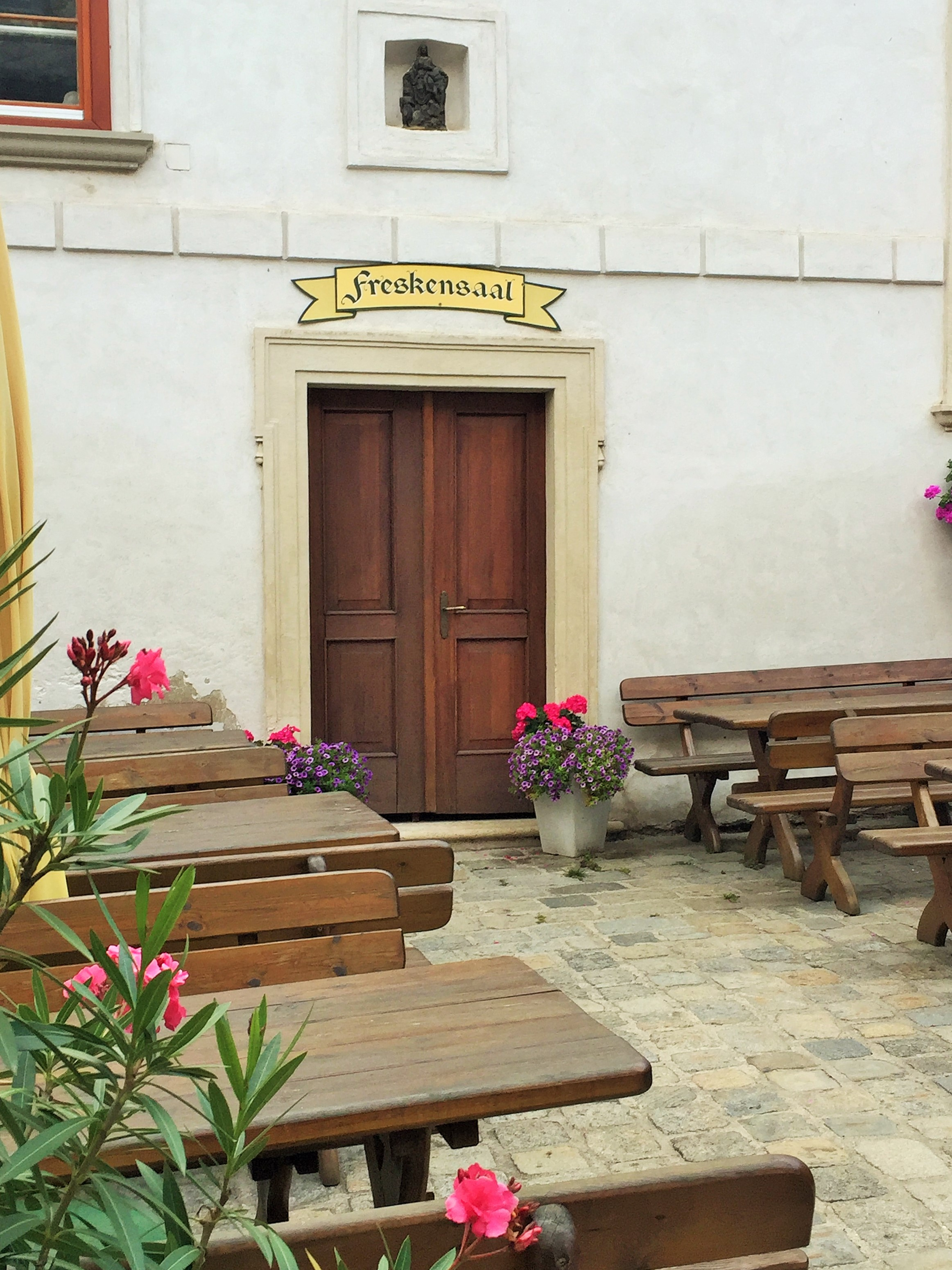
entrada al salón de frescos en el patio interior
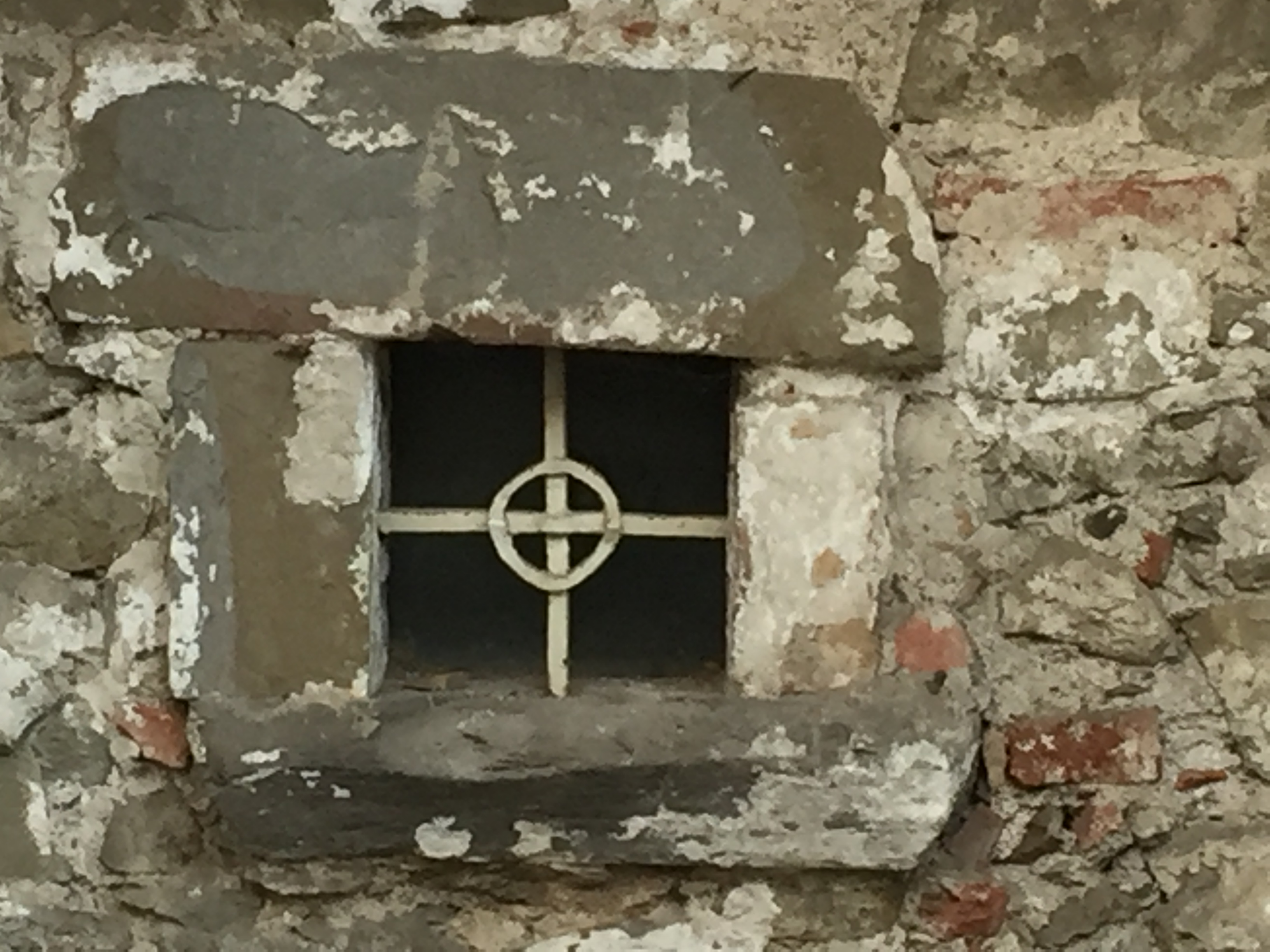
ventana enrejada (antes de 1500)

## Literatura
- Felix Czeike: Wiener Bezirkskulturführer, XIV. Penzing. Wien, publicado por Jugend & Volk, página 43, Viena 1980. Alemán.